# They - Incubi dal mondo delle ombre
They - Incubi dal mondo delle ombre (They) è un film horror statunitense del 2002 diretto da Robert Harmon.